# Libéma Open 2022
Libéma Open 2022 là một giải quần vợt chuyên nghiệp thi đấu trên mặt sân cỏ ngoài trời tại Autotron Rosmalen ở Rosmalen, 's-Hertogenbosch, Hà Lan từ ngày 6 đến ngày 12 tháng 6 năm 2022. Đây là lần thứ 31 giải Rosmalen Grass Court Championships được tổ chức và là một phần của ATP 250 trong ATP Tour 2022 và WTA 250 trong WTA Tour 2022. Giải đấu năm 2020 và 2021 đã bị hoãn do đại dịch COVID-19.

## Điểm và tiền thưởng

### Phân phối điểm
| Sự kiện | VĐ  | CK  | BK | TK | V16 | V32 | Q | Q2 | Q1 |
| Đơn nam | 250 | 150 | 90 | 45 | 20* | 10  | 5 | 3  | 0  |
| Đôi nam | 250 | 150 | 90 | 45 | 0   | —   | — | —  | —  |

- Tay vợt miễn được nhận điểm vòng 1.

### Tiền thưởng
| Sự kiện | VĐ      | CK      | BK      | TK      | Vòng 1/16 | Vòng 1/32 | Q2     | Q1     |
| Đơn     | €98,580 | €57,505 | €33,805 | €19,595 | €11,375   | €6,950    | €3,475 | €1,895 |
| Đôi*    | €34,250 | €18,320 | €10,750 | €6,000  | €3,540    | —         | —      | —      |

*mỗi đội

## Nội dung đơn ATP

### Hạt giống
| Quốc gia | Tay vợt                 | Xếp hạng1 | Hạt giống |
| -------- | ----------------------- | --------- | --------- |
|          | Daniil Medvedev         | 2         | 1         |
| CAN      | Félix Auger-Aliassime   | 9         | 2         |
| USA      | Taylor Fritz            | 14        | 3         |
| AUS      | Alex de Minaur          | 20        | 4         |
|          | Karen Khachanov         | 25        | 5         |
| NED      | Botic van de Zandschulp | 29        | 6         |
| USA      | Tommy Paul              | 33        | 7         |
| USA      | Jenson Brooksby         | 34        | 8         |

- 1 Bảng xếp hạng vào ngày 23 tháng 5 năm 2022.

### Vận động viên khác
Đặc cách:
- Jesper de Jong[4]
- Robin Haase
- Tim van Rijthoven

Bảo toàn thứ hạng:
- Aljaž Bedene

Vượt qua vòng loại:
- Matthew Ebden
- Sam Querrey
- Andreas Seppi
- Gilles Simon

### Rút lui
- Marin Čilić → thay thế bởi  Alejandro Tabilo
- David Goffin → thay thế bởi  Kamil Majchrzak

## Nội dung đôi ATP

### Hạt giống
| Quốc gia | Tay vợt               | Quốc gia | Tay vợt           | Xếp hạng1 | Hạt giống |
| -------- | --------------------- | -------- | ----------------- | --------- | --------- |
| FRA      | Pierre-Hugues Herbert | FRA      | Nicolas Mahut     | 13        | 1         |
| NED      | Wesley Koolhof        | GBR      | Neal Skupski      | 23        | 2         |
| ESA      | Marcelo Arévalo       | NED      | Jean-Julien Rojer | 57        | 3         |
| AUS      | Matthew Ebden         | AUS      | Max Purcell       | 69        | 4         |

- 1 Bảng xếp hạng vào ngày 23 tháng 5 năm 2022.

### Vận động viên khác
Đặc cách:
- Jesper de Jong /  Bart Stevens
- Tallon Griekspoor /  Daniil Medvedev

Thay thế:
- Gijs Brouwer /  Tim van Rijthoven
- Brandon Nakashima /  Emil Ruusuvuori

### Rút lui
Trước giải đấu
- Marcelo Arévalo /  Jean-Julien Rojer → thay thế bởi  Brandon Nakashima /  Emil Ruusuvuori
- Ivan Dodig /  Austin Krajicek → thay thế bởi  Roman Jebavý /  Denys Molchanov
- Lloyd Glasspool /  Harri Heliövaara → thay thế bởi  Hugo Nys /  Édouard Roger-Vasselin
- Julio Peralta /  Franko Škugor → thay thế bởi  Julio Peralta /  David Vega Hernández
- Rajeev Ram /  Joe Salisbury → thay thế bởi  Gijs Brouwer /  Tim van Rijthoven

## Nội dung đơn WTA

### Hạt giống
| Quốc gia | Tay vợt               | Xếp hạng1 | Hạt giống |
| -------- | --------------------- | --------- | --------- |
|          | Aryna Sabalenka       | 7         | 1         |
| SUI      | Belinda Bencic        | 14        | 2         |
| KAZ      | Elena Rybakina        | 16        | 3         |
| SLO      | Tamara Zidanšek       | 25        | 4         |
|          | Liudmila Samsonova    | 27        | 5         |
|          | Veronika Kudermetova  | 29        | 6         |
|          | Ekaterina Alexandrova | 31        | 7         |
| BEL      | Elise Mertens         | 32        | 8         |

- 1 Bảng xếp hạng vào ngày 23 tháng 5 năm 2022.[5]

### Vận động viên khác
Đặc cách:
- Arianne Hartono
- Léolia Jeanjean
- Suzan Lamens

Bảo toàn thứ hạng:
- Kateryna Baindl
- Kirsten Flipkens
- Daria Saville

Vượt qua vòng loại:
- Olivia Gadecki
- Jamie Loeb
- Caty McNally
- Taylah Preston
- Storm Sanders
- Anastasia Tikhonova

### Rút lui
Trước giải đấu
- Marie Bouzková → thay thế bởi  Tamara Korpatsch
- Danielle Collins → thay thế bởi  Kirsten Flipkens
- Daria Kasatkina → thay thế bởi  Harmony Tan
- Anastasia Pavlyuchenkova → thay thế bởi  Greet Minnen
- Aliaksandra Sasnovich → thay thế bởi  Kateryna Baindl
- Kateřina Siniaková → thay thế bởi  Daria Saville

## Nội dung đôi WTA

### Hạt giống
| Quốc gia | Tay vợt              | Quốc gia | Tay vợt         | Xếp hạng1 | Hạt giống |
| -------- | -------------------- | -------- | --------------- | --------- | --------- |
|          | Veronika Kudermetova | BEL      | Elise Mertens   | 6         | 1         |
| USA      | Desirae Krawczyk     | NED      | Demi Schuurs    | 25        | 2         |
| USA      | Kaitlyn Christian    | MEX      | Giuliana Olmos  | 77        | 3         |
| JPN      | Eri Hozumi           | JPN      | Makoto Ninomiya | 77        | 4         |

- 1 Bảng xếp hạng vào ngày 23 tháng 5 năm 2022.

### Vận động viên khác
Đặc cách:
- Isabelle Haverlag /  Suzan Lamens
- Lesley Pattinama Kerkhove /  Yanina Wickmayer

Bảo toàn thứ hạng:
- Paula Kania-Choduń /  Elixane Lechemia

### Rút lui
Trước giải đấu
- Anna Blinkova /  Aliaksandra Sasnovich → thay thế bởi  Paula Kania-Choduń /  Elixane Lechemia
- Kaitlyn Christian /  Lidziya Marozava → thay thế bởi  Kaitlyn Christian /  Giuliana Olmos
- Nicole Melichar-Martinez /  Ellen Perez → thay thế bởi  Ellen Perez /  Tamara Zidanšek

## Nhà vô địch

### Đơn nam
- Tim van Rijthoven đánh bại  Daniil Medvedev, 6–4, 6–1

### Đơn nữ
- Ekaterina Alexandrova đánh bại  Aryna Sabalenka 7–5, 6–0

### Đôi nam
- Wesley Koolhof /  Neal Skupski đánh bại  Matthew Ebden /  Max Purcell 4–6, 7–5, [10–6]

### Đôi nữ
- Ellen Perez /  Tamara Zidanšek đánh bại  Veronika Kudermetova /  Elise Mertens 6–3, 5–7, [12–10]